# Андрейко Роман Богданович
Роман Богданович Андрейко (нар. 1 січня 1968, Львів) — український бізнесмен, громадський діяч та політик. Співвласник та генеральний директор телерадіокомпанії «Люкс», кінцевим бенефіціаром якої є дружина Андрія Садового  — Катерина Кіт-Садова, не входить до партії «Самопоміч» але за списком цієї політсили виборах 2014 року пройшов до Київської міської ради (був членом постійної комісії з питань інформаційної політики та реклами). Раніше обирався до Львівської міської ради (1998–2002).

## Зв'язки
Ім'я Романа Андрейка пов'язують з мером Львова Андрієм Садовим, з яким депутат дружний з юності. ТРК «Люкс», пост гендиректора якої займав Роман Андрейко, вважалася бізнесом Садового.[джерело?]

## Освіта
- 1983–1987 — Львівський технікум радіоелектроніки.
- 1989–1995 — Університет «Львівська політехніка».

## Професійна діяльність
- Генеральний директор, АТ «Телерадіокомпанія Люкс» (1999 — до сьогодні).[джерело?]
- Генеральний директор, «Радіо Люкс» ТзОВ (1996–1999).[джерело?]
- Технічний директор, Радіо Люкс ТзОВ. (Комерційна радіостанція) (1993–1996).[джерело?]
- Інженер-телемеханік, Державне підприємство електричних мереж (1992–1993).[джерело?]
- Науково-дослідний інститут телевізійної техніки, Львів. Старший технік (1989–1992).[джерело?]

## Сімейний стан
Одружений. Має дочку та сина.

## Нагороди
- Почесна грамота Кабінету Міністрів України.
- Почесна грамота Національної ради з питань телебачення та радіомовлення.
- Медаль «За працю і звитягу» (23 серпня 2014).[1]